# Ludvig Collijn
Per Ludvig Collijn, född den 20 november 1878 i Stockholm, död där den 4 oktober 1939, var en svensk schackspelare. Han var bror till Gustaf Collijn och kusin till riksbibliotekarien Isak Collijn.
Collijn var grosshandlare och direktör för klädesvarufirman P. A. Collijn i Stockholm. Han var ordförande i Nordiska schackförbundet, Sveriges och Stockholms schackförbund samt i Stockholms schacksällskap. Genom ett storartat mecenatskap kom han att betyda mycket för det svenska schackspelets utveckling. Collijn var president i organisationskommittén vid schackolympiaden i Stockholm 1937. Tillsammans med brodern Gustaf Collijn författade han Lärobok i schack (1898, en mängd senare utgåvor), länge det svenska standardverket för introduktion i schackspelet. Collijn var även en framstående problemkomponist.